# 和泉町 (横浜市)
和泉町（いずみちょう）は、神奈川県横浜市泉区の町名。丁番を持たない単独町名である。住居表示未実施。

## 沿革
かつての鎌倉郡和泉村で、1889年（明治22年）に鎌倉郡中田村・上飯田村・下飯田村、高座郡今田村飛地・上和田村飛地の合併により中和田村大字和泉となった。1939年（昭和14年）4月1日に横浜市に編入、戸塚区和泉町となる。1986年11月3日、分区により泉区に編入された。その後、2012年に南部から下和泉一〜五丁目が分離、2013年に東部から和泉が丘一〜三丁目が分離、2014年に中央部から和泉中央南一〜五丁目が分離、2016-2017年に中央部から和泉中央北一〜六丁目が分離し、和泉町は3つの飛地に分割された形となった。2024年（令和6年）9月2日、和泉町南部の一部が「ゆめが丘」に分離された。
町内に「酒池」と呼ばれる池があり、池の水を父親に勧めると酒に変わっていたという伝説から「和泉」の地名が付いたとの説がある。

## 地理
元の和泉町は、北は瀬谷区、南は戸塚区に接し、東側の県道阿久和鎌倉線（かまくらみち）と西側の環状4号線に挟まれた南北に長い町域を持っていたが、現在は3つの飛地に分割された形となっている。面積は6.414km²で、泉区全体23.555km²の1/3以上を占める。横浜市内でも最も広い町である。町の中央を東西に県道横浜伊勢原線（長後街道）が通る。弥生台駅方面から伸びる相鉄いずみ野線はいずみ野駅を出ると南に向きを変え、長後街道の交点の南にいずみ中央駅がある。その南側で南南西に進路を変え、ゆめが丘駅方面に抜ける。長後街道南側を通る横浜市営地下鉄ブルーラインには、町内に駅は設けられていないが、町の一部は立場駅・下飯田駅の駅勢圏となる。町の北側に東海道新幹線が通過する。いずみ中央駅周辺は区役所や公会堂、土木事務所、消防署などがあり、区の行政の中心となっている。いずみ野駅周辺にも図書館や泉警察署がある。和泉町を含む泉区の集配業務を行う横浜泉郵便局（郵便事業横浜泉支店・ゆうちょ銀行横浜泉店）は、現在は和泉中央北となったが、町内かまくらみち沿いの長後街道と相鉄いずみ野線との中間付近に位置する。私立秀英・県立松陽・県立横浜修悠館の3つの高校のほか市立中学校3校（いずみ野・中和田・泉が丘）、市立小学校6校（いずみ野・和泉・中和田・伊勢山・下和泉・中和田南）が旧和泉町内（分割された地域を含む）に所在する。町の南部にはかまくらみちをはさんで中田町にまたがり、在日米軍深谷通信所がある。同施設は返還が合意されており、跡地利用の具体化に向けた検討が行われている。

### 隣接する町
- 北（東から）阿久和南・阿久和西・宮沢・南瀬谷
- 東（北から）新橋町・弥生台・中田町・中田北・中田西・中田町
- 南（東から）和泉が丘・下和泉・深谷町・俣野町
- 西（北から）ゆめが丘・下飯田町
- 中央部は和泉中央北・和泉中央南により分断されている。

### 字
天王森、長者久保、池田、鍋屋、赤坂、四ツ谷、土橋、中丸、大丸、古橋、山崎、草木、関島、十三本、伊勢山、桜川、中ノ宮、海老沢、地藏原、新宿、打越、三ッ俣、小谷山、銭亀、神田、釜田、金子山、並木谷戸、柏崎、柏葉山、大坪、丸山、天台、横根、砂原、出頭、主水分、沢山、川島、蟹沢、早稲田、内林、北ノ堺、越後林、八ツ塚、大平、一盃水

### 地価
住宅地の地価は、2025年（令和7年）1月1日の公示地価によれば、和泉町6240番15の地点で24万7000円/m²となっている。

## 世帯数と人口
2025年（令和7年）6月30日現在（横浜市発表）の世帯数と人口は以下の通りである。
| 町丁   | 世帯数    | 人口     |
| ------ | --------- | -------- |
| 和泉町 | 6,815世帯 | 13,803人 |

### 人口の変遷
国勢調査による人口の推移。
| 年                 | 人口   |
| ------------------ | ------ |
| 1995年（平成7年）  | 44,963 |
| 2000年（平成12年） | 45,539 |
| 2005年（平成17年） | 47,431 |
| 2010年（平成22年） | 49,193 |
| 2015年（平成27年） | 25,581 |
| 2020年（令和2年）  | 14,578 |

### 世帯数の変遷
国勢調査による世帯数の推移。
| 年                 | 世帯数 |
| ------------------ | ------ |
| 1995年（平成7年）  | 14,672 |
| 2000年（平成12年） | 15,682 |
| 2005年（平成17年） | 17,015 |
| 2010年（平成22年） | 18,331 |
| 2015年（平成27年） | 10,070 |
| 2020年（令和2年）  | 5,757  |

## 学区
市立小・中学校に通う場合、学区は以下の通りとなる（2024年11月時点）。

## 事業所
2021年（令和3年）現在の経済センサス調査による事業所数と従業員数は以下の通りである。
| 町丁   | 事業所数  | 従業員数 |
| ------ | --------- | -------- |
| 和泉町 | 491事業所 | 5,759人  |

### 事業者数の変遷
経済センサスによる事業所数の推移。
| 年                 | 事業者数 |
| ------------------ | -------- |
| 2016年（平成28年） | 745      |
| 2021年（令和3年）  | 491      |

### 従業員数の変遷
経済センサスによる従業員数の推移。
| 年                 | 従業員数 |
| ------------------ | -------- |
| 2016年（平成28年） | 7,352    |
| 2021年（令和3年）  | 5,759    |

## その他

### 日本郵便
- 郵便番号 : 245-0016[3]（集配局：横浜泉郵便局[19]）

### 警察
町内の警察の管轄区域は以下の通りである。
| 番・番地等 | 警察署   | 交番・駐在所     |
| ---------- | -------- | ---------------- |
| 一部       | 泉警察署 | 下和泉交番       |
| 一部       | 泉警察署 | いずみ野駅前交番 |
| 一部       | 泉警察署 | 和泉交番         |

## 参考資料
- 『県別マップル 神奈川県広域・詳細道路地図』2006年4刷 昭文社 ISBN 9784398626998
- ちず丸（昭文社）2010年12月14日閲覧